# 신수 (당나라)
신수(神秀: 606?~706년)는 당나라(618~907)의 선승이다. 당나라에서 측천무후를 비롯한 3명의 황제들로부터 국사로 추앙받았다.
북종선(北宗禪)의 시조이다. 선종(禪宗)의 제5조인 홍인(弘忍: 601~674)의 제자이며, 사후 대통선사(大通禪師)라고 시호(諡號)되었다.
중국 선종은 5대조사인 홍인으로부터 북종선과 남종선으로 갈라진다. 북종선은 신수를 6대조사로, 남종선은 혜능을 6대조사로 각각 섬겼다. 후에 남종선이 압도하면서, 북종선은 사라져버렸다.

## 신수 vs 혜능
신수가 살아있을 때는 혜능을 신수와 비교한다는 것 자체게 신수에게 미안할 정도였다. 신수와 혜능의 나이차이가 30년 이상이므로, 신수는 혜능의 이름도 몰랐을 거라는 주장도 있다.
혜능의 제자들의 노력으로 북종선은 점점 자리를 잃게 된다. 732년에 하택신회가 활대 대운사에서 북종선 승려를 논쟁에서 압도하였고, 이로써 혜능은 사후 30년이 지나 공식적인 6대조사로 인정된다.
이후 북종선은 뛰어난 제자들이 나오지 못해, 이어지지 못하고 역사속으로 사라졌다.

## 생애
카이펑(開封)에서 태어났다. 어려서 유교와 노장에 관한 전적과 나아가 삼승(三乘)의 경론과 사분율(四分律) 등에 널리 정통하였다. 625년에 뤄양의 천궁사(天宮寺)에 출가하였다.
46세 때에 기주 쌍봉산의 동산사에 들어가 선종의 제5조 홍인(弘忍: 601~674)에 사사하였다. 700여 명의 문하생 중에서 누구도 그를 따를 사람은 없었고 제일좌로서 신수상좌(神秀上座)라고 불리었다. 동문인 혜능(慧能: 638~713)과는 서로 친했고 피차 계발하는 바가 있었다.
신수는 후에 형주(荊州) 옥천사(玉泉寺)로 옮겨갔는데 그의 높은 덕을 따라서 많은 도인들이 모여들었다. 측천무후가 이 소식을 듣고 내도량(內道場)에 그를 모시고 법요(法要)를 강의하게 하였다.
측천무후 · 중종(中宗) · 예종(睿宗)의 국사(國師)로 있었고 장안과 뤄양의 법주로 추대되어 6년간 그 직을 맡았다. 칙명에 의하여 당양산(當陽山)에 도문사(度門寺)를 건립하고 주지가 되었다.
백여 살의 장수를 누리면서 뤄양 천궁사에서 입적할 때까지 장안과 뤄양을 중심으로 하는 화베이(華北) · 허난(河南) 지방에서 선풍(禪風)을 선양하였다.

## 참고 문헌
- 이 문서에는 다음커뮤니케이션(현 카카오)에서 GFDL 또는 CC-SA 라이선스로 배포한 글로벌 세계대백과사전의 내용을 기초로 작성된 글이 포함되어 있습니다.